# アンドレ・エレル
アンドレ・エレル（André Heller, 1975年12月17日 - ）は、ブラジルの元男子バレーボール選手。ノボ・ハンブルゴ出身。ポジションはミドルブロッカー。元ブラジル代表。

## 来歴
ブラジル代表として通算153試合に出場。グスタボ・エンドレスとともに、2000年代のブラジルバレー黄金期のミドルブロッカーとして活躍し、2004年アテネオリンピックで金メダルを獲得、2008年北京オリンピックで銀メダルの獲得に貢献した。
ブラジルスーパーリーガの所属クラブでは、6度のリーグ優勝（1995年、1997年、1998年、1999年、2000年、2004年）に貢献。アテネオリンピック後の2004年にイタリアへ渡り、セリエAのトレントとモデナで4シーズンプレーをした。2008年にスーパーリーガのミナス・ベロオリゾンテへ移籍した。2014年に現役引退。

## 球歴
- オリンピック - 2004年（金メダル）、2008年（銀メダル）
- 世界選手権 - 2002年、2006年（金メダル）
- ワールドカップ - 2003年、2007年（金メダル）
- ワールドグランドチャンピオンズカップ - 2005年（優勝）
- ワールドリーグ - 2001年、2003年、2004年、2005年、2006年、2007年（優勝）

## 所属クラブ
- フランゴスル（1994-1995年）
- SCウルブラ（1995-1999年）
- ミナス・テニス・クルーベ（1999-2000年）
- ECウニスル（2000-2004年）
- トレンティーノ・バレー（2004-2007年）
- パッラヴォーロ・モデナ（2007-2008年）
- ミナス・テニス・クルーベ（2008-2010年）
- BVCカンピーナス（2010-2014年）